# Konrad Beste

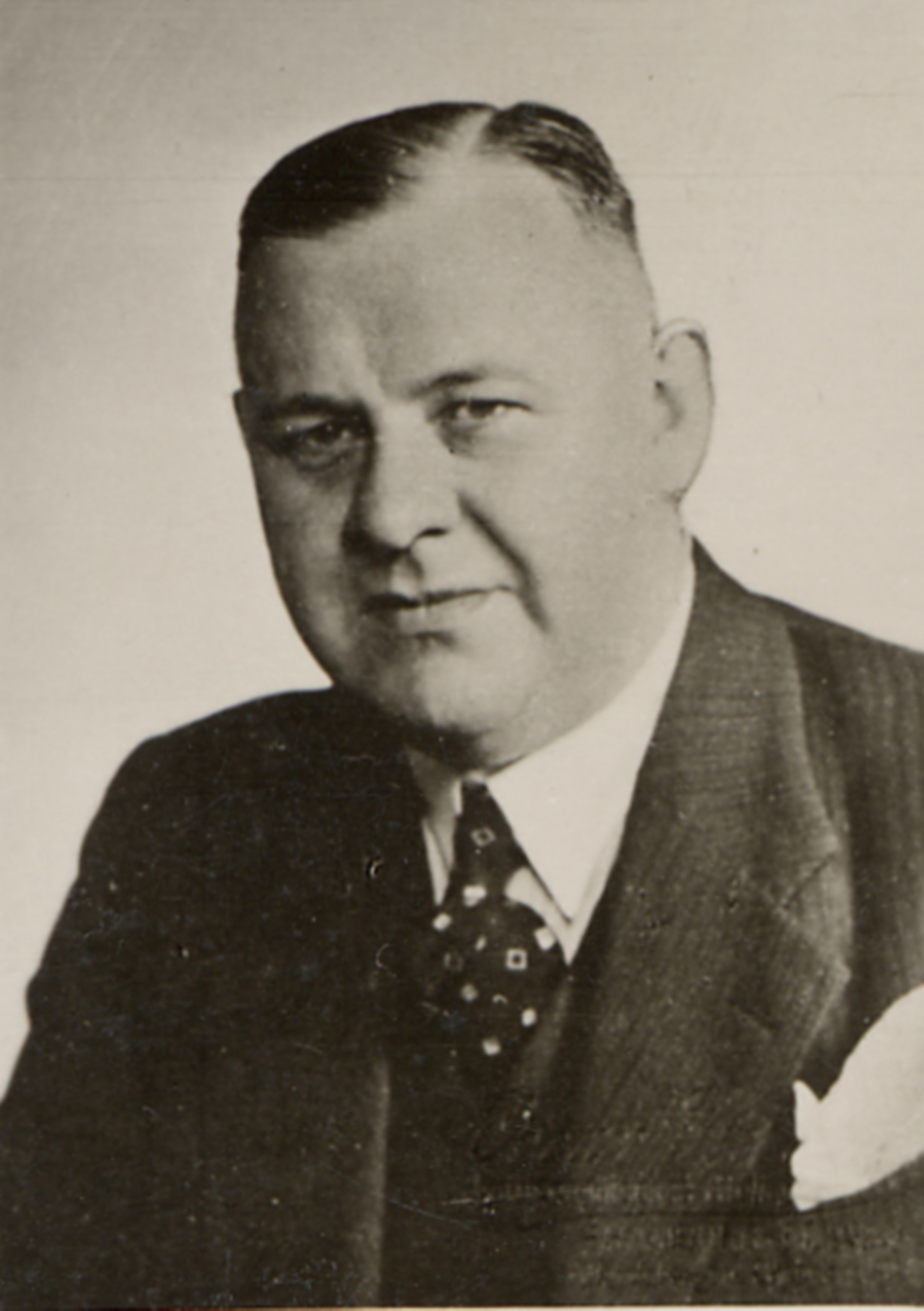
Konrad Beste um 1932 in Wilsche

Konrad Beste (* 15. April 1890 in Wendeburg; † 24. Dezember 1958 in Stadtoldendorf) war ein deutscher Schriftsteller, der neben Lyrik, Erzählungen und Hörspielen vor allem Romane schrieb.

## Leben
Konrad Beste wurde 1890 in Wendeburg geboren. Er studierte in München, Berlin und Heidelberg. Am 26. November 1914 promovierte er zum Dr. phil. Zunächst arbeitete Konrad Beste in Berlin, dann in Wilsche, anschließend in Hamburg-Wandsbek und ab 1938 bis zu seinem Tod im „Sperberhaus“ in Stadtoldendorf. Neben Lyrik, Erzählungen und Hörspielen schrieb er vor allem Romane. Ein Literaturwettbewerb veranlasste ihn zum Griff zur Feder – tatsächlich schrieb er alle seine Texte mit der Hand. Das mit dem Titel Preisroman eingereichte Werk wurde prämiert.
In Wilsche war Konrad Beste mütterlicherseits verwandt mit der Familie Heinrich Schacht. Auf deren Hof (heute: Dohrendorf) war er als Kind gelegentlich zu Besuch. Im Jahr 1927 siedelte er von Berlin nach Wilsche über und lebte dann längere Zeit hier bei seinen Verwandten.
Der 1932 geschaffene Heimatroman Das heidnische Dorf, in dem der Ort Wilsche sich in „Kleindahle“ widerspiegelt, wird von Literaturkritikern als das bedeutendste Werk von Konrad Beste bezeichnet. Er erhielt für diesen Roman den Lessing-Preis der Stadt Hamburg, gemeinsam mit dem Blut-und-Boden-Schriftsteller Friedrich Griese. Dieses Werk beschreibt die bäuerlichen Verhältnisse eines Ortes, mit Schwerpunkt auf der Darstellung allgemeinmenschlicher Charaktere. Viele Gespräche mit dem Wilscher Gastwirt Heinrich Meyer in dessen Gasthof „Zum Deutschen Heinrich“ hatten ihn offenbar tief beeindruckt.
Nach 1945 war Konrad Beste der erste Schriftsteller in Niedersachsen, dessen Bücher zum Nachdruck freigegeben wurden.
Auch in andere Sprachen wurden einige seiner Werke übersetzt und herausgegeben, so das Jugendbuch auch in Japanisch. Er ist in Wolfenbüttel begraben.

## Wirken
Im Preisroman hatte Konrad Beste die Bezeichnung „Sperberhaus“ verwendet. Über zehn Jahre später, 1938, wurde ein Haus mit diesem Namen in der Kellbergstraße in Stadtoldendorf ihm zu Ehren gebaut, in dem er bis zu seinem Ableben wohnte. Sein Wirken fand auch Anerkennung und Bestätigung auf höherer Ebene. Die Berufung in den Beirat für Kunst und Kultur ergab einen gern gepflegten Kontakt zu vielen Kulturschaffenden. Seine Schriften zeichnen sich durch einen oft witzig-ironischen Stil und treffsichere Polemik aus.

## Werke
- 1913: Gott Augenblick (Gedicht)
- 1920: Eva (Roman)
- 1923: Grummet (Roman)
- 1925: Geld und Erde (Roman)
- 1927: Preisroman (Roman)
- 1927: Walpurgisnacht (Märchen)
- 1930: März (Roman)
- 1930: Schleiflack (Komödie)
- 1930: Glück ins Haus (Komödie)
- 1932: Das heidnische Dorf (Roman)
- 1933: Bauer, Gott und Teufel (Bühnenstück)
- 1934: Zwischen Heide und Weser
- 1934: Das vergnügliche Leben der Doktorin Löhnefink (Roman)
- 1936: Gesine und die Bostelmänner (Roman)
- 1936: Seine Wenigkeit (Bühnenstück)
- 1936: Das Wunschpferd und andere Geschichten (Erzählung)
- 1937: Der magische März (Roman, identisch mit März 1930)
- 1937: Der Spieler Joachim (Erzählung)
- 1937: Die drei Esel der Doktorin Löhnefink (Roman)
- 1937: Johann Georg Zimmermann: Vom Nationalstolz (als Herausgeber)
- 1939: Das Land der Zwerge (Roman)
- 1940: Der Trompeter von Caub (Erzählung)
- 1942: Tierarzt Dr. Vlimmen (Drehbuch zum Film Skandal um Dr. Vlimmen)
- 1943: Herrn Buses absonderliche Brautfahrt (Roman)
- 1943: Wenn die Sonne wieder scheint (Drehbuch)
- 1948: Mutter und Kind (Drehbuch zum Film)
- 1948: Wir sind nicht mehr dieselben (Bühnen-Ms.)
- 1950: Löhnefinks leben noch (Roman)
- 1950: Auf Bärbel kommt es an, mit Innenillustrationen von Erich Hölle (Jugendbuch). Franz Schneider Verlag, München.
- 1956: Land der Niedersachsen (Mitwirkung)
- 1959: Das Weserbergland (als Herausgeber)

## Hörspiel
1952 hat Konrad Beste in Zusammenarbeit mit Carl Dietrich Carls seinen Roman Das vergnügliche Leben der Doktorin Löhnefink in ein Hörspiel verwandelt. Produzierender Sender war der NWDR Köln. Die Regie übernahm Eduard Hermann, der vor allem durch die Inszenierung der meisten Paul-Temple-Hörspiele bekannt geworden ist. Zu den Sprechern gehörten:
- Hermann Pfeiffer: Dr. Wilhelm Löhnefink
- Irmgard Först: Frau Dr. Löhnefink
- Elise Tuerschmann: Tante Agnes
- Fita Benkhoff: Frau Witwe Busse
- Ingeborg Schlegel: Erna Bietendüwel
- Albert Lippert: Herr Schmolarski
- Klaus Hofer: Konrad
- Martina Otto: Die Frau Pfarrer
- Hans Müller-Westernhagen: Herr Niebergall
- Sigrun Höhler: Inge, seine Tochter

Die Aufnahme ist leider in keiner ARD-Rundfunkanstalt mehr verfügbar.

## Stand- und Denkmale
| - Wendeburg: Konrad-Beste-Straße und Gedenktafel am Geburtshaus, Schulstraße 9. - Stadtoldendorf: Konrad-Beste-Straße und Gedenkstein beim Sperberhaus, Kellbergstraße 52. - Gifhorn: Konrad-Beste-Straße - Wolfenbüttel: Konrad-Beste-Weg und Grabstelle auf dem Friedhof, Lindener Straße. - Wilsche: Konrad-Beste-Weg - Einbeck: Konrad-Beste-Straße |